# Die jungen Detektive
Die jungen Detektive ist eine deutsche Kinder-Hörspielserie von Clever Production GmbH. Veröffentlicht wird sie unter dem Label Clever Kids Production. Produziert wird die Serie von Laura Clever zusammen mit dem Autor der Serie Florian Quanz. Regie führt ebenfalls Laura Clever in Zusammenarbeit mit Florian Quanz. Die Abenteuergeschichten basieren auf echten Sagen und spielen an realen Orten. Gesprochen werden die Hauptcharaktere Robert und Emma von Jannik Endemann und Theresa Underberg, die auch die Charaktere Dick und Anne der Hörspielserie „Fünf Freunde“ sprechen. Erzählerin ist Rita Russek. Prominente Sprecher sind unter anderem Dieter Hallervorden, Hannelore Hoger, Eckart Dux und Josephin Busch sowie Sky du Mont, Natalia Wörner, Katharina Wackernagel und Tobias Schenke.

## Bisherige Folgen
- Folge 1: Die jungen Detektive und die Teufelsgestalt (in Eschwege)
- Folge 2: Die jungen Detektive und der geheime Gang (in Witzenhausen)
- Folge 3: Die jungen Detektive und der verfluchte Nachtwächter (in Kassel)
- Folge 4: Die jungen Detektive und das kopflose Gespenst (in Wolfsburg)[6]